# Drassyllus villicus
Drassyllus villicus är en spindelart som först beskrevs av Tord Tamerlan Teodor Thorell 1875.  Drassyllus villicus ingår i släktet Drassyllus och familjen plattbuksspindlar. Inga underarter finns listade i Catalogue of Life.